# Briaucourt (Alt Marne)
Briaucourt és un municipi francès situat al departament de l'Alt Marne i a la regió del Gran Est. L'any 2007 tenia 196 habitants.

## Demografia

### Població
El 2007 la població de fet de Briaucourt era de 196 persones. Hi havia 76 famílies de les quals 12 eren unipersonals (4 homes vivint sols i 8 dones vivint soles), 32 parelles sense fills, 24 parelles amb fills i 8 famílies monoparentals amb fills.
La població ha evolucionat segons el següent gràfic:
Habitants censats

### Habitatges
El 2007 hi havia 87 habitatges, 80 eren l'habitatge principal de la família, 5 eren segones residències i 2 estaven desocupats. 85 eren cases i 2 eren apartaments. Dels 80 habitatges principals, 74 estaven ocupats pels seus propietaris, 5 estaven llogats i ocupats pels llogaters i 1 estava cedit a títol gratuït; 1 tenia una cambra, 1 en tenia dues, 11 en tenien tres, 19 en tenien quatre i 48 en tenien cinc o més. 64 habitatges disposaven pel capbaix d'una plaça de pàrquing. A 33 habitatges hi havia un automòbil i a 42 n'hi havia dos o més.

### Piràmide de població
La piràmide de població per edats i sexe el 2009 era:
| Homes | Edats   | Dones |
| ----- | ------- | ----- |
| 0     | 95 o +  | 0     |
| 0     | 90 a 94 | 0     |
| 0     | 85 a 89 | 0     |
| 4     | 80 a 84 | 0     |
| 0     | 75 a 79 | 4     |
| 12    | 70 a 74 | 4     |
| 4     | 65 a 69 | 4     |
| 4     | 60 a 64 | 8     |
| 0     | 55 a 59 | 4     |
| 0     | 50 a 54 | 0     |
| 8     | 45 a 49 | 8     |
| 16    | 40 a 44 | 12    |
| 12    | 35 a 39 | 8     |
| 0     | 30 a 34 | 12    |
| 8     | 25 a 29 | 0     |
| 4     | 20 a 24 | 0     |
| 20    | 15 a 19 | 0     |
| 12    | 10 a 14 | 12    |
| 12    | 5 a 9   | 4     |
| 4     | 0 a 4   | 12    |

## Economia
El 2007 la població en edat de treballar era de 127 persones, 101 eren actives i 26 eren inactives. De les 101 persones actives 97 estaven ocupades (50 homes i 47 dones) i 4 estaven aturades (1 home i 3 dones). De les 26 persones inactives 12 estaven jubilades, 8 estaven estudiant i 6 estaven classificades com a «altres inactius».

### Ingressos
El 2009 a Briaucourt hi havia 81 unitats fiscals que integraven 213 persones, la mediana anual d'ingressos fiscals per persona era de 17.763 €.

### Activitats econòmiques
Dels 3 establiments que hi havia el 2007, 1 era d'una empresa de fabricació d'altres productes industrials i 2 d'empreses de construcció.
Els 2 serveis als particulars que hi havia el 2009 eren fusteries.
L'any 2000 a Briaucourt hi havia 3 explotacions agrícoles que ocupaven un total de 318 hectàrees.

## Poblacions més properes
El següent diagrama mostra les poblacions més properes.